# Памятник Владимиру Высоцкому и Марине Влади
Памятник Владимиру Высоцкому и Марине Влади — памятник, установленный в г. Екатеринбурге рядом с главным входом в торгово-развлекательный центр «Антей», по адресу: ул. Красноармейская, д. 10.

## Авторы проекта
- Автор идеи: Андрей Гавриловский.
- Автор проекта — архитектор: Александр Сильницкий.
- Строители: Кузнечная мастерская села Новоалексеевское, Свердловская область.

## История создания
Возведение памятника было приурочено к 25 января — дню рождения Высоцкого. Идея памятника и образ Владимира Высоцкого, исполняющего на гитаре песню Марине Влади, изначально согласовывалась с сыном артиста Никитой Высоцким.

## Описание памятника
Памятник Владимиру Высоцкому и Марине Влади отлит из бронзы. Фигуры выглядят естественно, так как их пропорции соответствуют человеческим. Высоцкий играет на гитаре, Влади сидит рядом с ним…
Памятник установлен напротив гостиницы «Большой Урал», в которой Высоцкий останавливался во время приездов на гастроли.

## Открытие памятника
Памятник открыт 5 февраля (по другим источникам 3 февраля) 2006 года.
На нём присутствовали: Никита Высоцкий, Валерий Золотухин и Александр Филиппенко.
Марину Влади также приглашали на открытие скульптуры. Она не приехала, но пообещала, что когда в следующий раз будет в России, то обязательно посетит Екатеринбург.
Открыли городскую скульптуру мэр Екатеринбурга Аркадий Чернецкий и автор идеи монумента Андрей Гавриловский.